# Brachyotum
Brachyotum es un género con 71 especies de plantas con  flores pertenecientes a la familia Melastomataceae. Es originario de Sudamérica.

## Taxonomía
El género fue descrito por Alphonse Pyrame de Candolle & José Jerónimo Triana y publicado en Genera Plantarum 1: 729, 743, en el año 1867.

## Especies seleccionadas
- Brachyotum alpinum
- Brachyotum andreanum
- Brachyotum angustifolium
- Brachyotum asperum
- Brachyotum azuayense
- Brachyotum barbeyanum
- Brachyotum barbiferum
- Brachyotum benthamianum
- Brachyotum callosum
- Brachyotum campanulare
- Brachyotum cogniauxii
- Brachyotum confertum
- Brachyotum ledifolium
- Brachyotum lutescens
- Brachyotum naudinii
- Brachyotum rosmarinifolium - Cachiquis del Perú[4]
- Brachyotum sertulatum
- Brachyotum strigosum